# گاردینا
گاردینا (انگلیسی: Gardena) شرکت تجهیزات کشاورزی آلمانی است، که در سال ۱۹۶۱ تأسیس شد و هم‌اکنون زیرمجموعه‌ای از گروه هسکوارنا می‌باشد.